# Klooster Nazareth (Venlo)
Het klooster Nazareth in de Venlose buurtschap 't Ven ligt aan de Straelseweg in het noordoosten van de stad.

## Geschiedenis
In 1901-1911 werd het kloostergebouw gebouwd in opdracht van deken Mares en naar het ontwerp van de Venlose architect Henri Seelen.
De Zusters van Liefde van Onze Lieve Vrouw, Moeder van Barmhartigheid uit Tilburg stichtten in het klooster een weeshuis en het Sint-Jozefgesticht, een opvanghuis voor onverzorgde en verwaarloosde kinderen.
In 1910 werd er door de zusters ook een school opgericht. Tot in de jaren tachtig was Nazareth een tehuis voor jonge kinderen en tieners.
In 1983 fuseerde Nazareth met het klooster van de zusters Dominicanessen, dicht bij de grens met Duitsland, en stichtte daar de Stichting Jongerenhulp -opvoeding en -begeleiding (SJOB).
Sinds 2003 is het originele complex is beschermd en staat het op de Lijst van rijksmonumenten in Venlo. De uitbreiding van Kayser, alsmede de bakstenen erfscheidingen aan zowel de voor- als achterzijde, zijn echter uitgesloten van deze bescherming.

## Bouwwerk
Het klooster is gebouwd in traditionele bouwstijl met elementen van neorenaissance en neogotiek.